# Мусірми
Мусі́рми (рос. Мусирмы, чув. Мăнçырма) — село у складі Урмарського району Чувашії, Росія. Адміністративний центр та єдиний населений пункт Мусірминського сільського поселення.
Населення — 1404 особи (2010; 1373 у 2002).
Національний склад:
- чуваші — 99 %